# Championnat d'Europe de beach soccer 2014
Navigation
2013 2015
L'Euro Beach Soccer League 2014 est la 17e édition de la compétition.
La compétition est qualificative pour la première édition des Jeux européens en 2015.

## Répartition des équipes
| Division A  | Division A | Division A |                    | Division B | Division B | Division B |
| ----------- | ---------- | ---------- | ------------------ | ---------- | ---------- | ---------- |
| Biélorussie | Pays-Bas   | Russie     | Andorre            | Angleterre | Israël     |            |
| France      | Pologne    | Espagne    | Azerbaïdjan        | Estonie    | Moldavie   |            |
| Allemagne   | Portugal   | Suisse     | Bulgarie           | Belgique   | Norvège    |            |
| Italie      | Grèce      | Ukraine    | République tchèque | Hongrie    | Turquie    |            |

## Déroulement
Les quatre étapes de la phase régulière sont jouées à Valence (France), Sopot (Pologne), Moscou (Russie) et Siófok (Hongrie) avant la phase finale à Torredembarra (Espagne). La finale Promotion et Super-final ont une double valeur cette saison. Outre de couronner un nouveau champion continental et de prononcer la sentence sur laquelle des équipes restent en Division A, la Superfinale de la saison sert également à distribuer les billets à la première édition des Jeux européens, organisé par le Comité olympique européen, à Bakou en juin 2015. 
| Étape         | Dates          | Ville       |
| ------------- | -------------- | ----------- |
| 20–22 juin    | Valence Catane | Étape 1     |
| 27–29 juin    | Sopot          | Étape 2     |
| 11–13 juillet | Moscou         | Étape 3     |
| 8–10 août     | Siófok         | Étape 4     |
| 14–17 août    | Torredembarra  | Super-final |

Initialement prévue à Valence en France, la première étape se déroule finalement à Catane (Italie).

## Tournoi

### Phase régulière

#### Étape 1

##### Division A

###### Groupe 1
| Équipe   | J | G | G+ | P | Bp | Bc | +/- | Pts |
| -------- | - | - | -- | - | -- | -- | --- | --- |
| Italie   | 3 | 3 | 0  | 0 | 11 | 5  | +6  | 9   |
| Russie   | 3 | 1 | 0  | 2 | 10 | 8  | +2  | 3   |
| Pays-Bas | 3 | 1 | 0  | 2 | 9  | 14 | -5  | 3   |
| France   | 3 | 1 | 0  | 2 | 9  | 12 | -3  | 3   |

###### Groupe 2
| Équipe      | J | G | G+ | P | Bp | Bc | +/- | Pts |
| ----------- | - | - | -- | - | -- | -- | --- | --- |
| Suisse      | 3 | 3 | 0  | 0 | 21 | 10 | +11 | 9   |
| Allemagne   | 3 | 2 | 0  | 1 | 10 | 6  | +4  | 6   |
| Biélorussie | 3 | 1 | 0  | 2 | 11 | 13 | -2  | 3   |
| Pologne     | 3 | 0 | 0  | 3 | 6  | 19 | -13 | 0   |

#### Étape 2

##### Division A

###### Groupe 1
| Équipe  | J | G | G+ | P | Bp | Bc | +/- | Pts |
| ------- | - | - | -- | - | -- | -- | --- | --- |
| Espagne | 3 | 2 | 0  | 1 | 11 | 12 | –1  | 6   |
| Ukraine | 3 | 1 | 1  | 1 | 11 | 9  | +2  | 5   |
| France  | 3 | 1 | 0  | 2 | 11 | 13 | –2  | 3   |
| Suisse  | 3 | 1 | 0  | 2 | 17 | 16 | +1  | 3   |

###### Groupe 2
| Équipe   | J | G | G+ | P | Bp | Bc | +/- | Pts |
| -------- | - | - | -- | - | -- | -- | --- | --- |
| Portugal | 3 | 3 | 0  | 0 | 19 | 7  | +12 | 9   |
| Grèce    | 3 | 1 | 1  | 1 | 9  | 12 | -3  | 5   |
| Pologne  | 3 | 1 | 0  | 2 | 14 | 15 | -1  | 3   |
| Pays-Bas | 3 | 0 | 0  | 3 | 5  | 13 | -8  | 0   |

#### Étape 3

##### Division A
| Équipe      | J | G | G+ | P | Bp | Bc | +/- | Pts |
| ----------- | - | - | -- | - | -- | -- | --- | --- |
| Russie      | 3 | 2 | 0  | 1 | 13 | 5  | +8  | 6   |
| Espagne     | 3 | 2 | 0  | 1 | 11 | 5  | +6  | 6   |
| Biélorussie | 3 | 2 | 0  | 1 | 11 | 11 | 0   | 6   |
| Grèce       | 3 | 0 | 0  | 3 | 5  | 19 | -14 | 0   |

##### Division B
| Équipe      | J | G | G+ | P | Bp | Bc | +/- | Pts |
| ----------- | - | - | -- | - | -- | -- | --- | --- |
| Estonie     | 3 | 2 | 0  | 1 | 11 | 6  | +5  | 6   |
| Azerbaïdjan | 3 | 2 | 0  | 1 | 8  | 5  | +3  | 6   |
| Moldavie    | 3 | 1 | 0  | 2 | 10 | 14 | –4  | 3   |
| Kazakhstan  | 3 | 0 | 1  | 2 | 6  | 10 | –4  | 2   |

#### Étape 4

##### Division A
| Équipe    | J | G | G+ | P | Bp | Bc | +/- | Pts |
| --------- | - | - | -- | - | -- | -- | --- | --- |
| Ukraine   | 3 | 2 | 0  | 1 | 13 | 12 | 1   | 6   |
| Portugal  | 3 | 1 | 1  | 1 | 13 | 11 | 2   | 4   |
| Italie    | 3 | 0 | 1  | 2 | 18 | 17 | 1   | 2   |
| Allemagne | 3 | 0 | 1  | 2 | 12 | 16 | -4  | 1   |

##### Division B

###### Groupe 1
| Équipe     | J | G | G+ | P | Bp | Bc | +/- | Pts |
| ---------- | - | - | -- | - | -- | -- | --- | --- |
| Hongrie    | 3 | 2 | 1  | 0 | 16 | 12 | 4   | 7   |
| Tchéquie   | 3 | 2 | 0  | 1 | 19 | 10 | 9   | 6   |
| Angleterre | 3 | 1 | 0  | 2 | 17 | 16 | 1   | 3   |
| Andorre    | 3 | 0 | 0  | 3 | 5  | 19 | -14 | 0   |

###### Groupe 2
| Équipe   | J | G | G+ | P | Bp | Bc | +/- | Pts |
| -------- | - | - | -- | - | -- | -- | --- | --- |
| Turquie  | 3 | 3 | 0  | 0 | 14 | 5  | 9   | 9   |
| Bulgarie | 3 | 2 | 0  | 1 | 13 | 14 | -1  | 6   |
| Norvège  | 3 | 1 | 0  | 2 | 11 | 13 | -2  | 3   |
| Autriche | 3 | 0 | 0  | 3 | 9  | 15 | -6  | 0   |

### Classements
Les huit équipes les mieux placées en Division A (incluant les vainqueurs d'étapes et les pays hôtes), dont chaque équipe jouera deux étapes, seront qualifiées pour la Super-final. Les équipes qualifiées pour la finale de promotion seront les deux premiers de chaque étape de la Division B, le meilleur troisième de toutes les étapes de Division B, et le dernier du classement final de la Division A.
|  | Equipes qualifiées pour la Super-final        |
|  | Equipe qualifiées pour la finale de promotion |

#### Division A
| Équipe      | J | G | G+ | P | Bp | Bc | +/- | Pts |
| ----------- | - | - | -- | - | -- | -- | --- | --- |
| Portugal    | 6 | 4 | 1  | 1 | 32 | 18 | +14 | 13  |
| Suisse      | 6 | 4 | 0  | 2 | 38 | 26 | +12 | 12  |
| Espagne     | 6 | 4 | 0  | 2 | 22 | 17 | +5  | 12  |
| Italie      | 6 | 3 | 1  | 2 | 29 | 22 | +7  | 11  |
| Ukraine     | 6 | 3 | 1  | 2 | 24 | 21 | +3  | 11  |
| Russie      | 6 | 3 | 0  | 3 | 23 | 13 | +10 | 9   |
| Biélorussie | 6 | 3 | 0  | 3 | 22 | 24 | –2  | 9   |
| Allemagne   | 6 | 2 | 1  | 3 | 22 | 22 | 0   | 7   |
| France      | 6 | 2 | 0  | 4 | 20 | 25 | –5  | 6   |
| Grèce       | 6 | 1 | 1  | 4 | 14 | 31 | –17 | 5   |
| Pays-Bas    | 6 | 1 | 0  | 5 | 14 | 27 | –13 | 3   |
| Pologne     | 6 | 1 | 0  | 5 | 20 | 34 | –14 | 3   |

#### Division B
| Équipe      | J | G | G+ | P | Bp | Bc | +/- | Pts |
| ----------- | - | - | -- | - | -- | -- | --- | --- |
| Turquie     | 3 | 3 | 0  | 0 | 14 | 5  | +9  | 9   |
| Hongrie     | 3 | 2 | 1  | 0 | 16 | 12 | +4  | 7   |
| Tchéquie    | 3 | 2 | 0  | 1 | 19 | 10 | +9  | 6   |
| Estonie     | 3 | 2 | 0  | 1 | 11 | 6  | +5  | 6   |
| Azerbaïdjan | 3 | 2 | 0  | 1 | 8  | 5  | +3  | 6   |
| Bulgarie    | 3 | 2 | 0  | 1 | 13 | 14 | -1  | 6   |
| Angleterre  | 3 | 1 | 0  | 2 | 17 | 16 | +1  | 3   |
| Norvège     | 3 | 1 | 0  | 2 | 11 | 13 | -2  | 3   |
| Moldavie    | 3 | 1 | 0  | 2 | 10 | 14 | –4  | 3   |
| Kazakhstan  | 3 | 0 | 1  | 2 | 6  | 10 | –4  | 2   |
| Autriche    | 3 | 0 | 0  | 3 | 9  | 15 | -6  | 0   |
| Andorre     | 3 | 0 | 0  | 3 | 5  | 19 | -14 | 0   |